# Aspiratore (medicina)

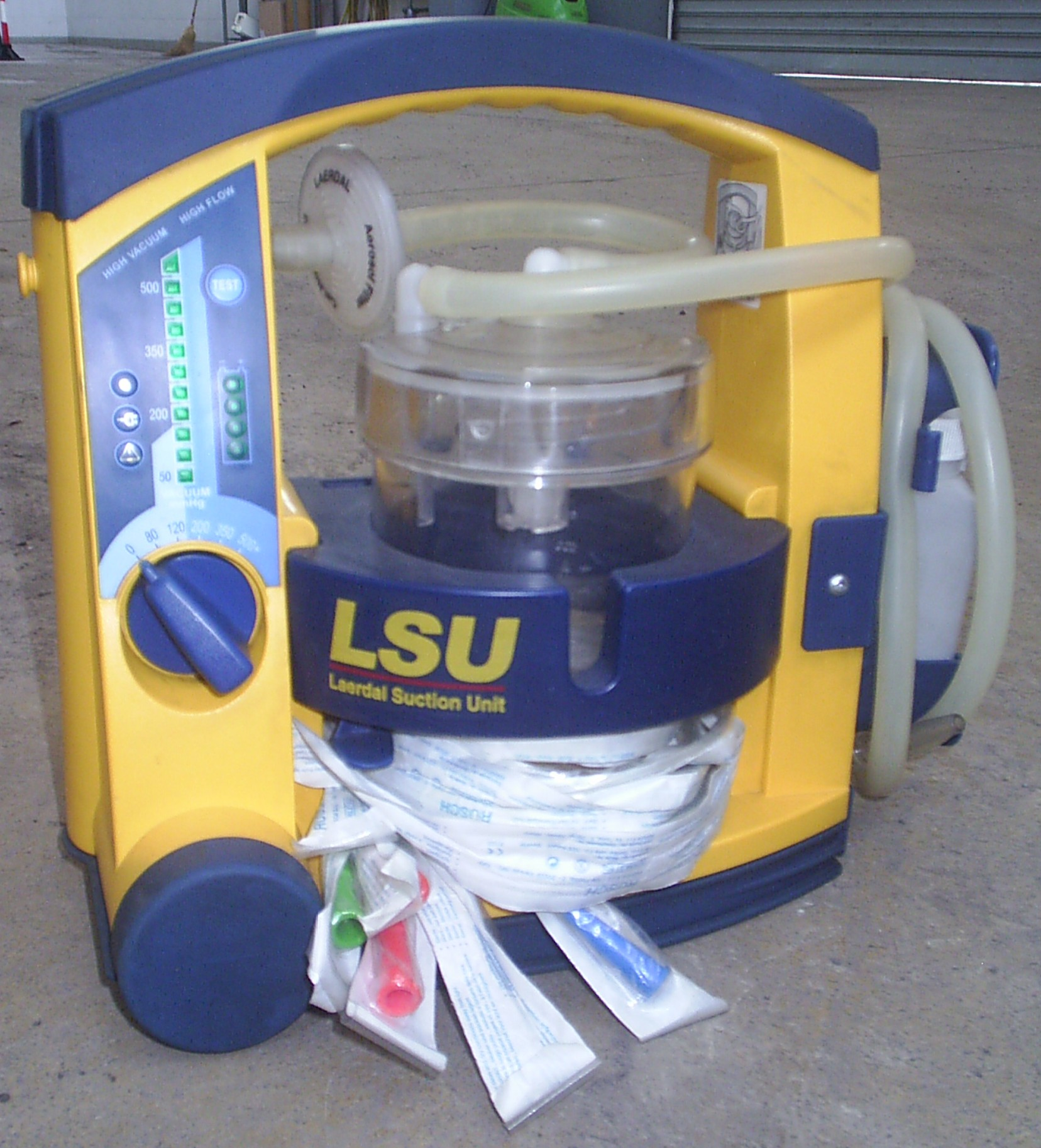
Un aspiratore portatile in dotazione ai mezzi di primo soccorso: si notano estremità colorate delle cannule sterili

L'aspiratore di secreti è un macchinario elettrico usato in ambito ospedaliero ed extraospedaliero per aspirare i liquidi corporei che potrebbero ostruire gli orifizi del paziente.
Nel primo soccorso esso è utilizzato in particolare dagli equipaggi delle ambulanze per rimuovere sangue, saliva o vomito che, presenti nelle vie aeree superiori, rendono difficoltosa se non impossibile la respirazione del paziente.
In chirurgia gli aspiratori sono invece utilizzati per rimuovere il sangue fuoriuscito durante le operazioni, in modo da permettere ai medici di vedere chiaramente l'area di lavoro.
Possono essere inoltre usati per la rimozione del sangue a seguito di un'emorragia cerebrale
Il principio è lo stesso di un comune aspirapolvere: un motore crea una pressione negativa all'interno di un contenitore a cui è collegato un tubo in gomma. All'estremo del tubo deve essere applicata una cannula sterile da scartare e utilizzare nel momento del bisogno. In base alle dimensioni delle vie aeree del paziente deve essere scelta la cannula adatta, identificabile tramite i diversi colori delle estremità. Per praticità, spesso viene utilizzata la stessa serie di colori (in rapporto alle dimensioni) delle cannule oro-faringee.